# Wilhelm Waiblinger

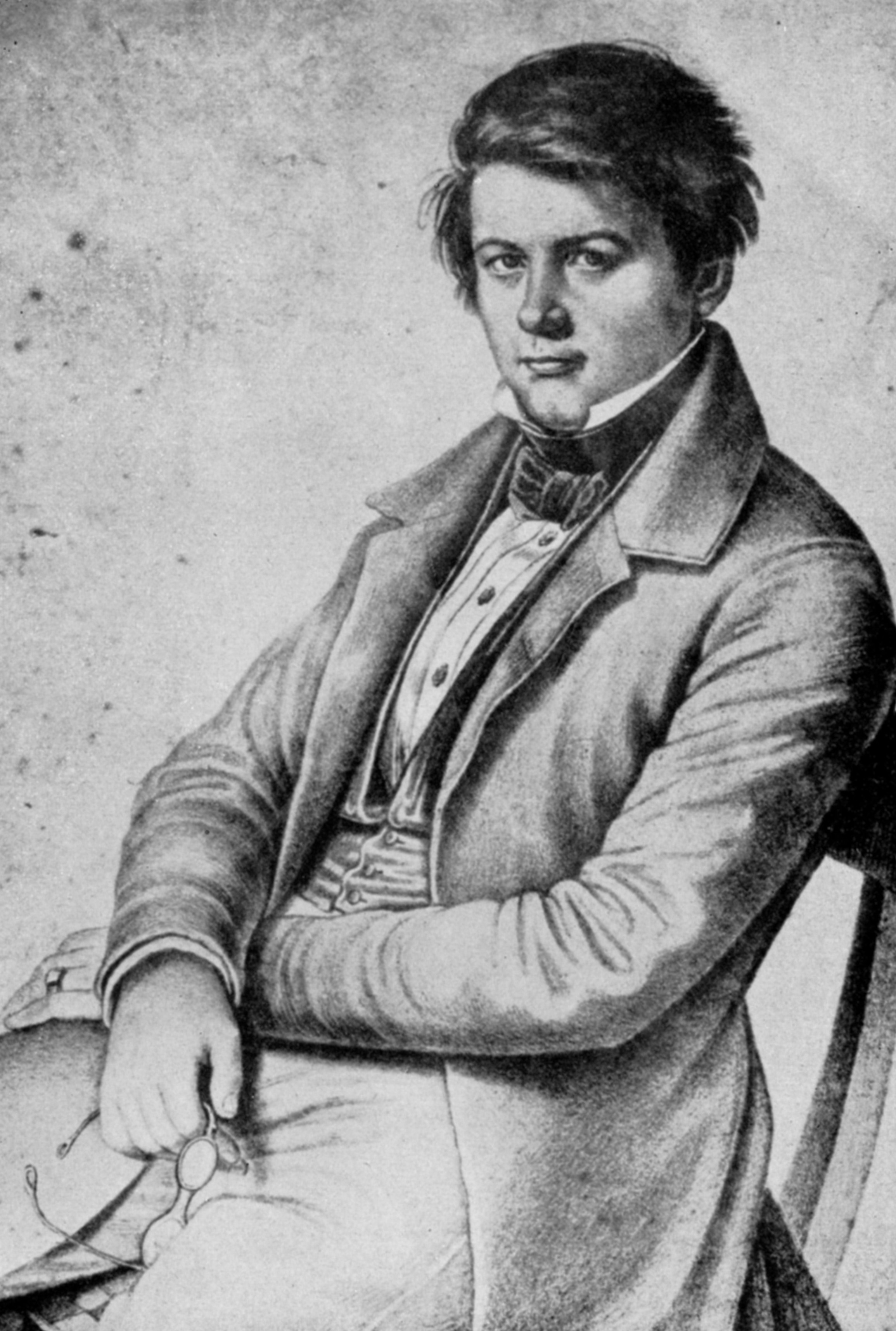
Wilhelm Waiblinger

Friedrich Wilhelm Waiblinger (* 21. November 1804 in Heilbronn, Kurfürstentum Württemberg; † 17. Januar 1830 in Rom, Kirchenstaat, heute Italien) war ein deutscher Dichter und Schriftsteller, der vor allem durch seine Freundschaft mit Friedrich Hölderlin und Eduard Mörike bekannt wurde. 

## Leben

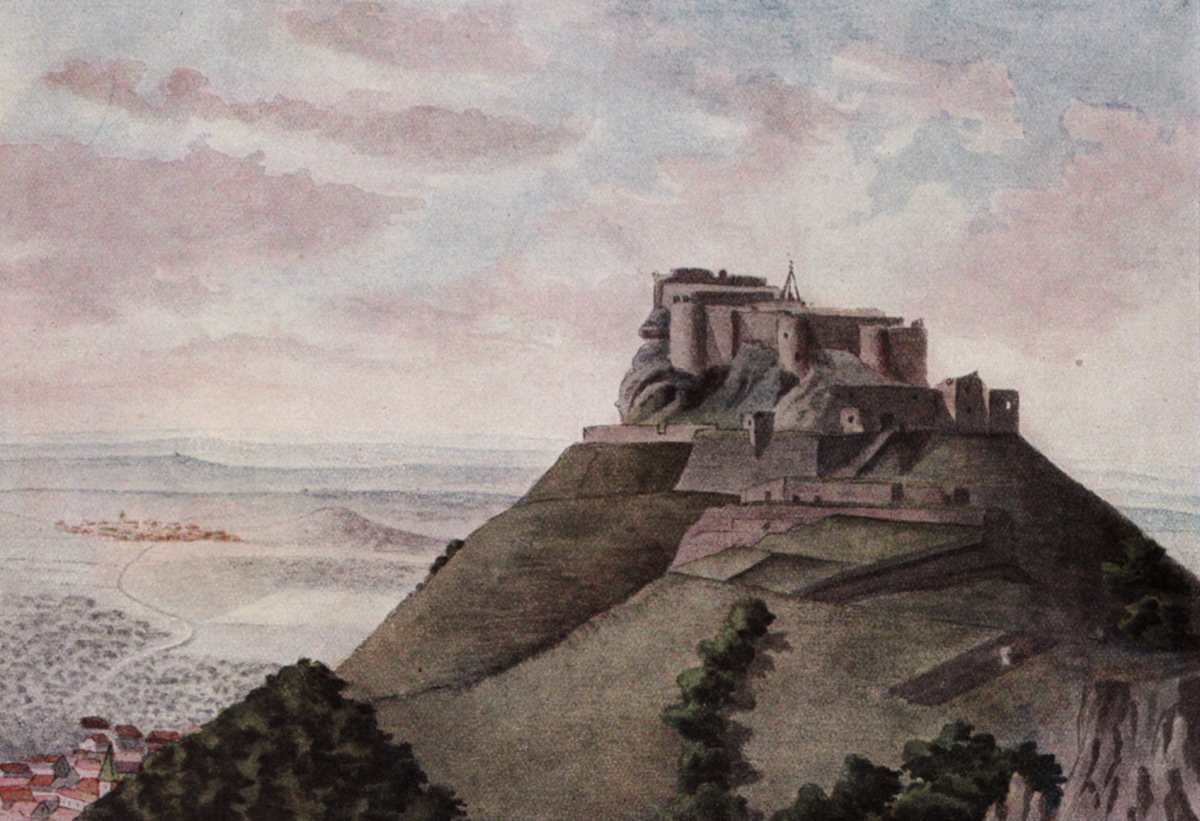
Die Burg Hohenneuffen auf einem Aquarell des jungen Wilhelm Waiblinger, 1822

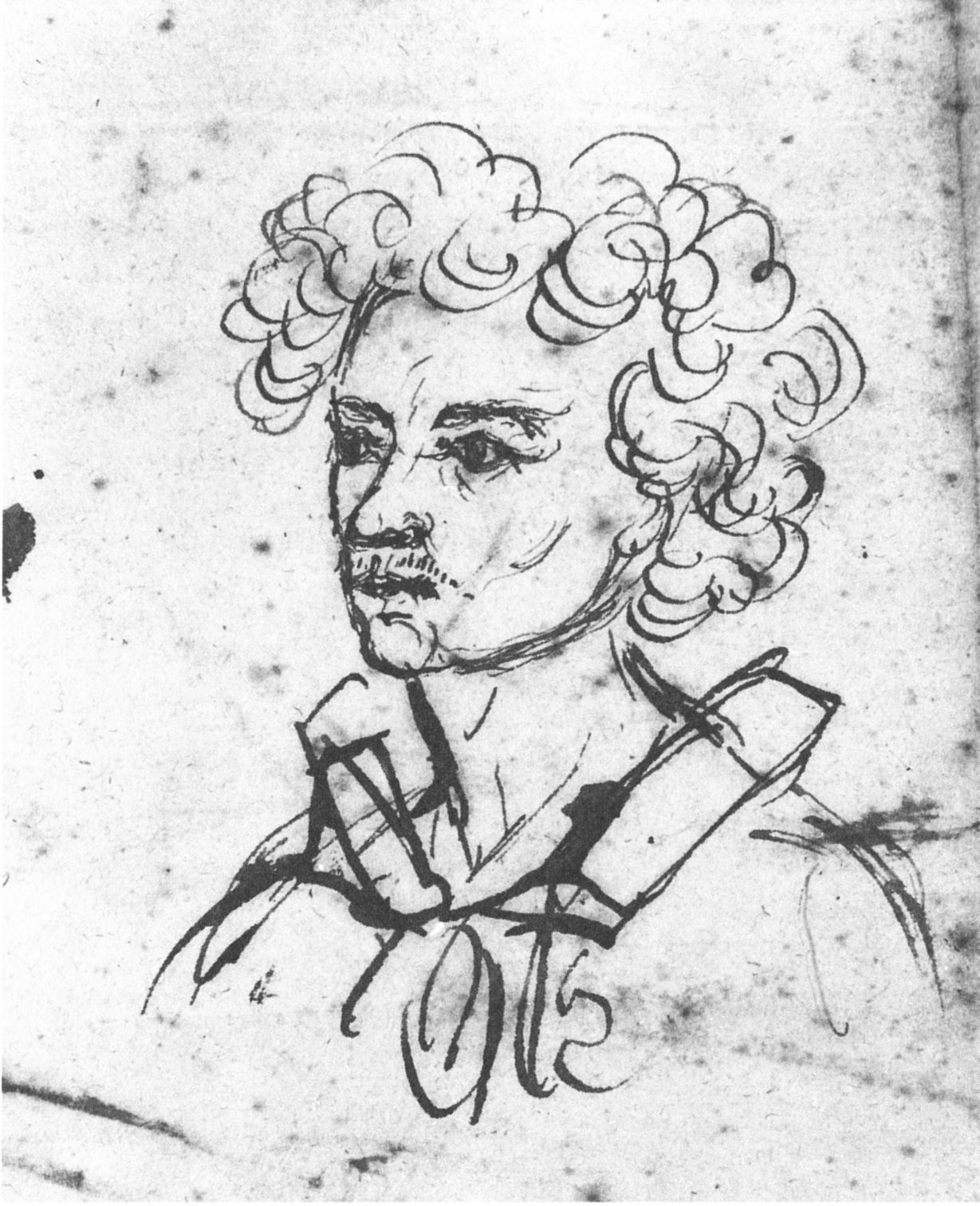
Wilhelm Waiblinger, Selbstbildnis, Federzeichnung auf Papier, aus: Klaus Günzel, Die deutschen Romantiker, Artemis & Winkler, Zürich 1995

Waiblinger wurde 1804 in Heilbronn geboren, wo sein Vater Johann Friedrich Waiblinger (1768–1850) damals Sekretär beim Kameraldepartement der Landvogtei war. Die Mutter war die Pfarrerstochter Christiane Luise Kohler (1783–1847), bei deren Vater Friedrich Wilhelm Kohler (1754–1810) in Ebersbach an der Fils der Enkel seinen ersten Unterricht erhielt. Ab 1810 besuchte er die Waisenhausschule in Stuttgart, ab 1812/13 das Untere Gymnasium. In der Familie wurde der Sohn Fritz gerufen und nannte sich selbst erst ab 1824 Wilhelm. 1806 kam er mit seiner Familie nach Stuttgart, 1817 nach Reutlingen. Im November 1819 wurde er Hilfsschreiber am Uracher Oberamtsgericht und besuchte Vorlesungen des benachbarten niederen theologischen Seminars. Im Sommer 1820 kehrte er nach Stuttgart zurück und besuchte dort das Obere Gymnasium. In dieser Zeit entstanden erste Dichtungen, die dem damals noch Minderjährigen erste Bekanntheit verschafften.
Ab 1822 studierte er Theologie am Tübinger Stift, um damit im Nebenfach auch Philologie studieren zu können. Am 3. Juli 1822 traf Waiblinger erstmals den damals bereits seit anderthalb Jahrzehnten als wahnsinnig geltenden Dichter Friedrich Hölderlin im Hölderlinturm zu Tübingen, bei dem er während seiner gesamten Studienzeit häufiger Gast war. Diese Begegnungen verarbeitete er zunächst in seinem Roman Phaeton (1823), der ihm unter den Studenten enorm viel Bewunderung einbrachte; zudem war auch sein Gedicht-Zyklus „Lieder der Griechen“ in den Handel gekommen. Später porträtierte er Hölderlin in seinem Essay Friedrich Hölderlin’s Leben, Dichtung und Wahnsinn, der als Beginn der Hölderlin-Forschung gilt.
Nach einem für damalige Verhältnisse skandalösen Verhältnis mit der fünf Jahre älteren Julie Michaelis, Schwester des Tübinger Juristen Adolph Michaelis, das 1824 öffentlich wurde anlässlich eines Prozesses wegen einer Brandstiftung, deren Leidtragender Julies der Beziehung entgegenstehender Onkel Salomo Michaelis war, verzichtete Waiblinger auf den christlich-moralischen Anschein, den er sich wegen des Theologiestudiums hatte geben müssen, und gab sich Ausschweifungen hin, die auch in seinen Werken Niederschlag fanden. In der Folgezeit entstanden seine Lieder der Verirrung und Drei Tage in der Unterwelt. Nach Veröffentlichung dieser Werke wurde er durch die Stiftsleitung, die den Hochbegabten nach der skandalösen Beziehung noch zu schützen versucht hatte, am 25. September 1826 vom weiteren Studium ausgeschlossen.

### Freundschaften
Wilhelm Waiblinger gilt als der „junge Wilde“ der Biedermeierzeit, den seine Nachwelt offenkundig aus moralischen Gründen weitgehend ignoriert hat. Er schloss viele Freundschaften, worunter die homoerotisch geprägte Beziehung zu Eduard Mörike sicherlich eine der wichtigsten war. Zu Waiblingers Freunden, Förderern und Verehrern zählten weiter u. a. Gustav Schwab, August von Platen, Friedrich von Matthisson, Johann Heinrich Dannecker, Matthias Schneckenburger, Eduard Gnauth, Carl Miedke und Christian Friedrich Wurm. Auf dem Sterbebett setzte er seinen Freund Karl Wilhelm Schluttig als Nachlassverwalter ein, der ebenfalls 1830 starb und direkt neben Waiblinger in Rom auf dem Cimitero acattolico nahe der Cestius-Pyramide begraben wurde.

### Italienreise nach Rom

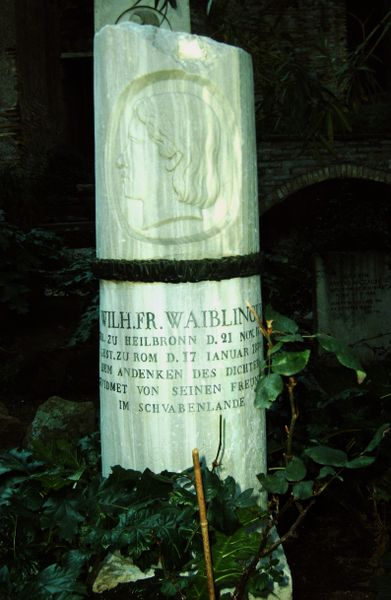
Wilhelm Waiblingers Grabmal auf dem Protestantischen Friedhof in Rom

Noch im Herbst 1826 trat Waiblinger auf Veranlassung des Verlegers Johann Friedrich Cotta eine Italienreise an und kam nach Rom, das ihm sowohl aus kulturgeschichtlicher Perspektive als auch in Hinsicht auf seine freizügige Sexualität als reizvoll schien. Er lebte ab 1827 in wilder Ehe mit Nena Carlenza zusammen und verfasste Werke, die Alltagsszenen aus dem Leben in Italien beschreiben. In Rom vollendete er auch 1827/28 die Hölderlin-Biographie. Von einer Reise nach Sizilien kehrte er im Herbst 1829 geschwächt nach Rom zurück, erlitt eine Lungenentzündung und verstarb im Alter von 25 Jahren am 17. Januar 1830 in einem Haus in der Via Giulia gegenüber der Fontana del Mascherone (Bild).

## Würdigung

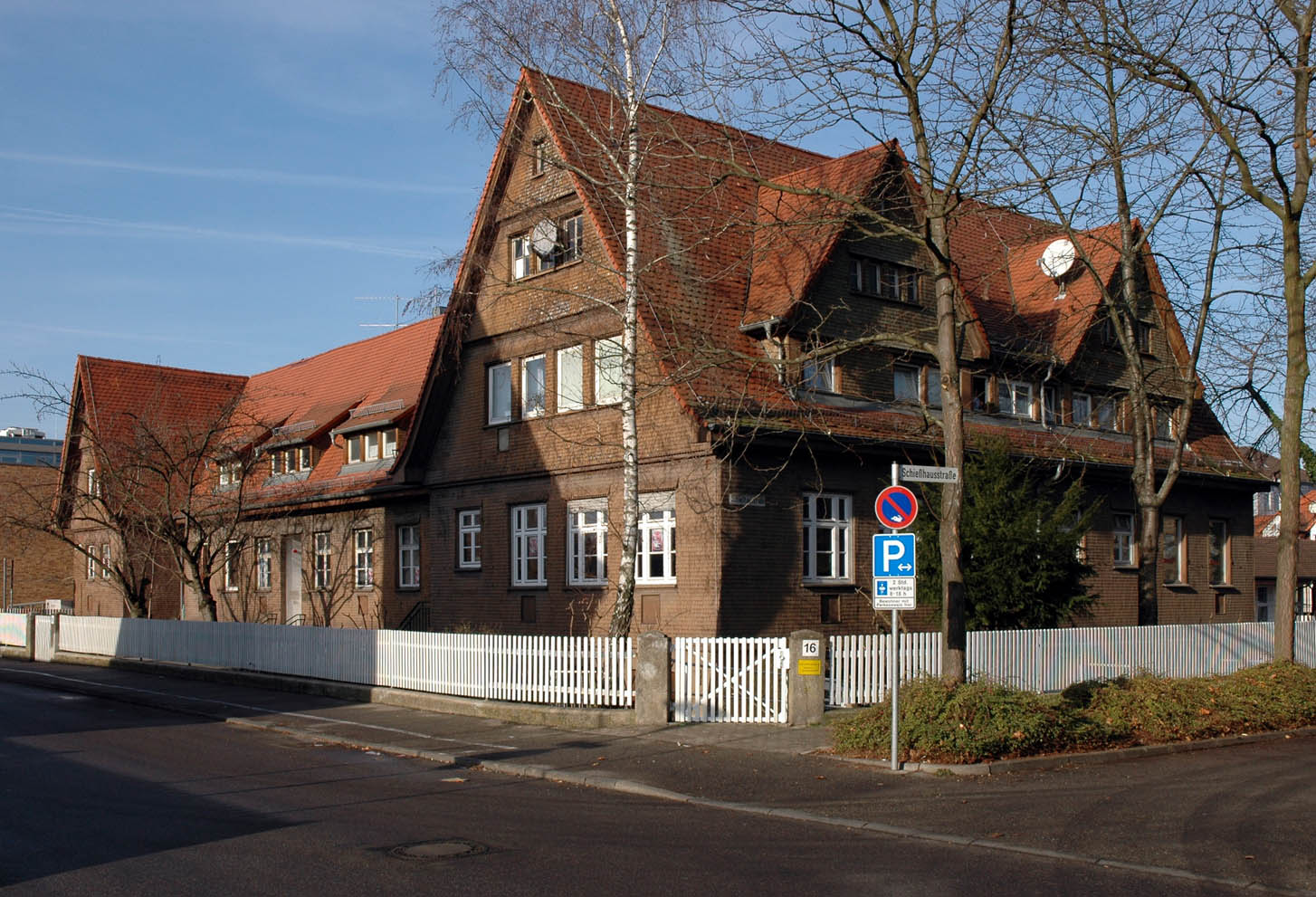
Wilhelm-Waiblinger-Haus (2007)

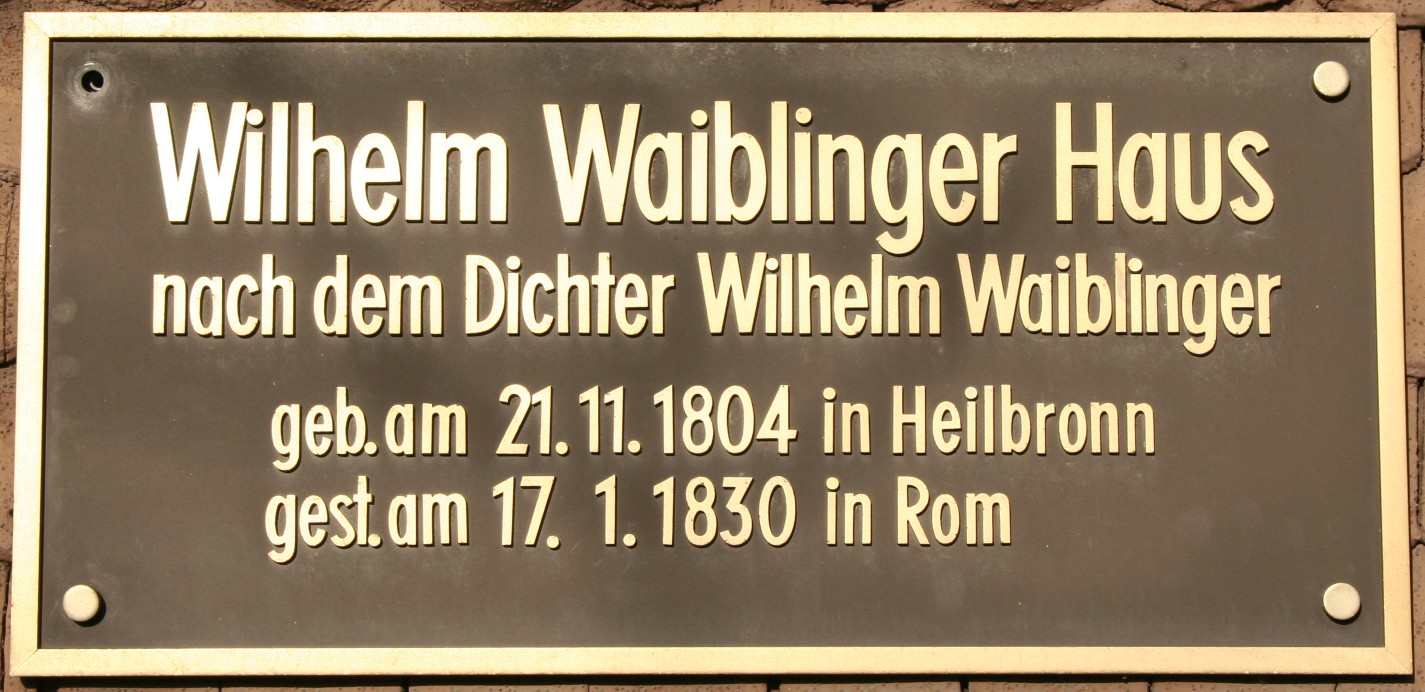
Gedenktafel am Wilhelm-Waiblinger-Haus

Das Wilhelm-Waiblinger-Haus in Heilbronn in der Schützenstraße 16, Ecke Schießhausstraße (Nähe Hauptbahnhof) ist nach dem Dichter Wilhelm Friedrich Waiblinger benannt und beherbergt heute den Stadt- und Kreisjugendring Heilbronn e. V. und diverse Vereine und Organisationen wie z. B. die Mac IG Heilbronn oder die Aktivisten der OpenStreetMap-Gruppe.
Waiblingers Gedicht „Der Kirchhof“ spielt eine Rolle in Theodor Fontanes Roman Unwiederbringlich.

## Nachlass
Der Nachlass von Wilhelm Waiblinger liegt im Deutschen Literaturarchiv Marbach. Teile davon sind in der Dauerausstellung „Unterm Parnass“ des Schiller-Nationalmuseums in Marbach zu sehen.

## Werke
- Phaeton (1823, philosophischer Roman noch aus seiner Gymnasialzeit)
  - 1. Band als Digitalisat und Volltext im Deutschen Textarchiv
  - 2. Band als Digitalisat und Volltext im Deutschen Textarchiv
- Erzählungen aus Griechenland (1823)
- Lieder der Griechen (1823)
- Lieder der Verirrung
- Drei Tage in der Unterwelt (1826)
- Friedrich Hölderlin’s Leben, Dichtung und Wahnsinn (1827/28)
- Blüten der Muße aus Rom (1829)
- Taschenbuch aus Italien und Griechenland (1829/30)
- Gesammelte Werke (1839/40)
- Gedichte (1844, herausgegeben von Eduard Mörike)
- Bilder aus Neapel und Sizilien (1879)

### Werkausgabe
- Werke und Briefe, hrsg. von Hans Königer. Klett-Cotta, Stuttgart 2004, ISBN 3-7681-9823-5